# Мегри (коммуна)
Мегри́ (фр. Mégrit, брет. Megrid) — коммуна во Франции, находится в регионе Бретань. Департамент — Кот-д’Армор. Входит в состав кантона Брон. Округ коммуны — Динан.
Код INSEE коммуны — 22145.

## География
Коммуна расположена приблизительно в 350 км к западу от Парижа, в 55 км северо-западнее Ренна, в 45 км к востоку от Сен-Бриё.

## Население
Население коммуны на 2016 год составляло 811 человек.
| 1962 | 1968 | 1975 | 1982 | 1990 | 1999 | 2008 | 2016 |
| ---- | ---- | ---- | ---- | ---- | ---- | ---- | ---- |
| 725  | 776  | 721  | 702  | 654  | 645  | 700  | 811  |

## Экономика
В 2007 году среди 427 человек в трудоспособном возрасте (15—64 лет) 295 были экономически активными, 132 — неактивными (показатель активности — 69,1 %, в 1999 году было 66,4 %). Из 295 активных работали 269 человек (145 мужчин и 124 женщины), безработных было 26 (11 мужчин и 15 женщин). Среди 132 неактивных 27 человек были учениками или студентами, 54 — пенсионерами, 51 были неактивными по другим причинам.

## Достопримечательности
- Церковь Святых Петра и Павла (XIV век)
- Оссуарий на кладбище (XVII век). Исторический памятник с 1927 года[3]
- Ветряная и две водяные мельницы